# Умар ібн Абдул-Азіз
Умар ібн Абд аль-Азіз (682 — лютий 720, араб. عمر بن عبد العزيز) — омеядський халіф.

## Біографія
Народився 682 року у Медіні. Належав до курайшитського роду омеядів, що на той час перебували при владі у халіфаті. З дитинства навчався у відомих науковців та здобув чудову освіту. У вці 26 років став намісником Медіни, Мекки й Таїфа. За 6 років правління Умар проклав дороги, облаштував канали та криниці для сільськогосподарських робіт. Залишивши посаду намісника, Умар як один з воїнів вирушив у складі армії халіфату на війну з Візантією.
Відповідно до легенди Умар не знав, що дядько заповів йому престол, а коли дізнався, то навіть відмовився спочатку від влади, але всі присутні одностайно присягнули йому як халіфу. Так несподівано Умар став правителем величезної держави, що включала до свого складу Аравію, Єгипет, Північну Африку, землі сучасного Пакистану, Афганістану, Середньої Азії, Ірану, Іраку, Південного Кавказу, Іспанії. Араби вторгались і до Північного Китаю, і на Північний Кавказ, і до Півдня Франції.
Ставши халіфом, Умар відмовився від розкішного палацу омеядів і пожертвував свої величезні статки до казни халіфату. Дружина халіфа, Фатима, наслідуючи приклад чоловіка, здала до казни свої прикраси. Наближені нагадали йому, що навіть «праведний халіф» Умар I ібн аль-Хаттаб, який вважався зразком набожності й віри, не нехтував невеликим утриманням з державної казни, на що Умар II заперечив, що у Умара I не було жодного майна, а він має ділянку землі. Доступ до казни родичам халіфа було закрито. Халіф відмовився від численного натовпу слуг і підлабузників, а собі залишив одну зміну одягу й оселився у простому будинку. Окрім того, Умар кардинально переформував соціальну організацію суспільства. Він надав підданим свободу пересування, збудував постоялі двори для мандрівників.
Жителі провінцій халіфату масово приймали іслам. За законом новонавернені звільнялись від подушного податку (джизії). Халіф проводив активну проповідницьку політику, заохочував та шанував богословів. Утім лише за два роки Умар несподівано помер у віці 40 років. За однією з основних версій, халіфа отруїли його наближені з роду Омеядів.